# Independent Women
"Independent Woman" é uma canção do girl group americano Destiny's Child, sendo uma das canções do grupo que mais êxito obteve. A música apareceu pela primeira vez como a trilha sonora do filme Charlie's Angels, de 2000, e mais tarde foi incluída no terceiro álbum de estúdio do grupo, Survivor (2001). É também o primeiro single com Farrah Franklin e Michelle Williams nos vocais, apesar de Franklin não estar mais na formação do grupo quando o vídeo foi filmado. Originalmente, a Parte 2 da música era a música real e a Parte 1 era conhecida como o Pasadena Remix, mas foi escolhida em vez do original.
Lançado como single principal da trilha sonora de Charlie's Angels em agosto de 2000, a canção ocupou o primeiro lugar na Billboard Hot 100 por onze semanas consecutivas, de novembro de 2000 a fevereiro de 2001. A Billboard comparou a estratégia de lançamento da canção à de "Doesn't Really Matter" (2000) de Janet Jackson. Realmente importa, dizendo que o grupo "começou a plantar as sementes para o próximo lançamento" em uma veia semelhante. A música apareceu no episódio "Don't Leave Home Without It" de The Proud Family. Em 2014, um comercial da Target apresentou esta música com instrumentos de sala de aula.
A Billboard colocou a música no número 77 em sua lista de 100 Maiores Músicas de Girl Groups de todos os tempos.

## Antecedentes
"Independent Women" foi usado como single principal para a trilha sonora de Charlie's Angels e para o terceiro álbum do grupo, Survivor. Foi revelado que o pai de Knowles - e o então gerente do grupo -, Mathew, submeteu a faixa à trilha sonora de Charlie's Angels sem o conhecimento da filha.
A música é a primeira a apresentar os vocais de Michelle Williams e o único single do grupo a apresentar os vocais de Farrah Franklin.

## Recepção
A canção foi nomeada para Best Song Written for a Motion Picture, Television or Other Visual Media no Grammy Awards de 2001. Ele também foi classificado no número 85 na lista das 100 músicas favoritas da Grã-Bretanha, publicada em maio de 2002. Também foi nomeada a 18ª música de maior sucesso dos anos 2000, na Billboard Hot 100 Songs da década.
A música foi a 25ª mais vendida de 2000 no Reino Unido.

## Vídeoclipe
O videoclipe foi filmado em Los Angeles 30 de julho a 1º de agosto de 2000.  e dirigido por Francis Lawrence. O Destiny's Child faz parte de um acampamento futurista dos Charlie's Angels e se senta em uma sala de aula para assistir a filmagens de Charlie's Angels. Elas aprendem com eles e experimentam os desafios em várias etapas: agilidade (dança), altitude (paraquedismo), combate (luta de artes marciais) e velocidade (motocicleta). No final, as mulheres são recebidas pelo sempre misterioso "Charlie". A banda também se apresenta em uma enorme discoteca entre as cenas.
O videoclipe estreou no Making the Video, da MTV, e é apresentado na edição DualDisc do álbum #1's e no lançamento em DVD de Charlie's Angels.

## Desempenho comercial
"Independent Women" foi um sucesso nos Estados Unidos. O single alcançou o número 1 na Billboard Hot 100. O single ocupou a primeira posição na semana seguinte, que foi vista como impulsionada pelo forte desempenho de bilheteria do filme e pela forte rotação que recebeu. A música teve um enorme airplay de rádio, permanecendo quase dez semanas no topo da Billboard Hot 100 Airplay, contribuindo significativamente para o desempenho do single na tabela principal. Posteriormente, o single passou onze semanas consecutivas na primeira posição da Billboard Hot 100. Durante sua décima semana no topo, a imprensa de música esperava que o single caísse na primeira posição por causa da forte concorrência nas lojas; no entanto, sustentou-se devido às altas vendas da versão maxi do single, lançada em dezembro de 2000. Foi na edição de 2000-2001 do Guinness Book of World Records para a mais longa canção de um grupo feminino. "Independent Women" também ficou no topo da parada Hot R&B/Hip-Hop Singles & Tracks por três semanas, tornando-se o quarto número um do Destiny's Child nesta tabela. "Independent Women" entrou no Top 40 da Billboard Hot 100 no número 33 em 14 de outubro, três semanas após seu lançamento. Ele subiu constantemente, semana após semana, antes de ultrapassar seu hit anterior, "Jumpin 'Jumpin'", alcançando o número um em 18 de novembro. A faixa de 11 semanas no topo durou até 3 de fevereiro de 2001. Ele conseguiu se defender de fortes desafios por Mýa ("Case of the Ex") e Dream ("He Loves U Not") antes de abrir caminho para "It Wasn't Me" de Shaggy. "Independent Women" caiu para o número 2 e culminou em seu top 40 em 31 de março, após 28 semanas (com o acompanhamento "Survivor" subindo para o número 2).
"Independent Women" estreou no número um no Reino Unido na semana de 2 de dezembro de 2000. A British Phonographic Industry certificou o como platina pelas vendas de mais de 600.000 singles físicos. A música passou apenas uma semana no topo (deposto por "Never Had a Dream Come True" do S Club 7). Ele conseguiu 11 semanas no top 40 do Reino Unido - incluindo 7 no top 10 - antes de desistir em 17 de fevereiro de 2001.
Também alcançou a posição número um no Canadá e na Nova Zelândia. Também é o single de maior sucesso do Destiny's Child até o momento.

## Formatos e faixas
| CD single europeu COL 669822 2 1. "Independent Women" (Part 1) (versão do álbum) – 3:41 2. "Independent Women" (Joe Smooth 200 Proof 2 Step Mix) – 4:17 3. "Independent Women" (Maurice's Radio Mix)1 – 3:54 4. "Independent Women" (Victor Calderone Club Mix)1 – 9:36 CD single britânico parte 1' 670593 2 1. "Independent Women" (Part 1) (versão do álbum) – 3:41 2. "Independent Women" (Victor Calderone Club Mix)1 – 9:36 3. "Independent Women" (Maurice's Radio Mix)1 – 3:54 | 1. CD single britânico parte 2 2. "Independent Women" (Parte 2) 3. "Say My Name" (Timbaland remix) 4. "So Good" CD single americano 44K 79493 1. "Independent Women" (Part 1) (versão do álbum) – 3:41 2. "Independent Women" (Victor Calderone Drum Dub Mix)1 – 5:30 3. "Independent Women" (Victor Calderone Club Mix)1 – 9:36 4. "Independent Women" (Maurice's Independent Man Remix)1 – 7:30 5. "8 Days of Christmas" – 3:29 |